# Manuela Kormann
Manuela Kormann, née le 7 décembre 1976 à Berne, est une joueuse suisse de curling notamment médaillée d'argent aux Jeux olympiques d'hiver de 2006.

## Carrière
Pendant sa carrière, Manuela Kormann participe deux fois aux championnats d'Europe où elle remporte l'argent en 2005 et le bronze en 2006. Elle participe une fois aux Jeux olympiques, en 2006 à Turin en Italie, avec Binia Feltscher-Beeli, Michèle Moser, Mirjam Ott et Valeria Spälty. Elle est médaillée d'argent après une défaite en finale contre les Suédoises. Elle prend également part à deux éditions des championnats du monde (1997 et 2002) sans gagner de médaille.